# Nederlandsche Scheepsbouw Maatschappij

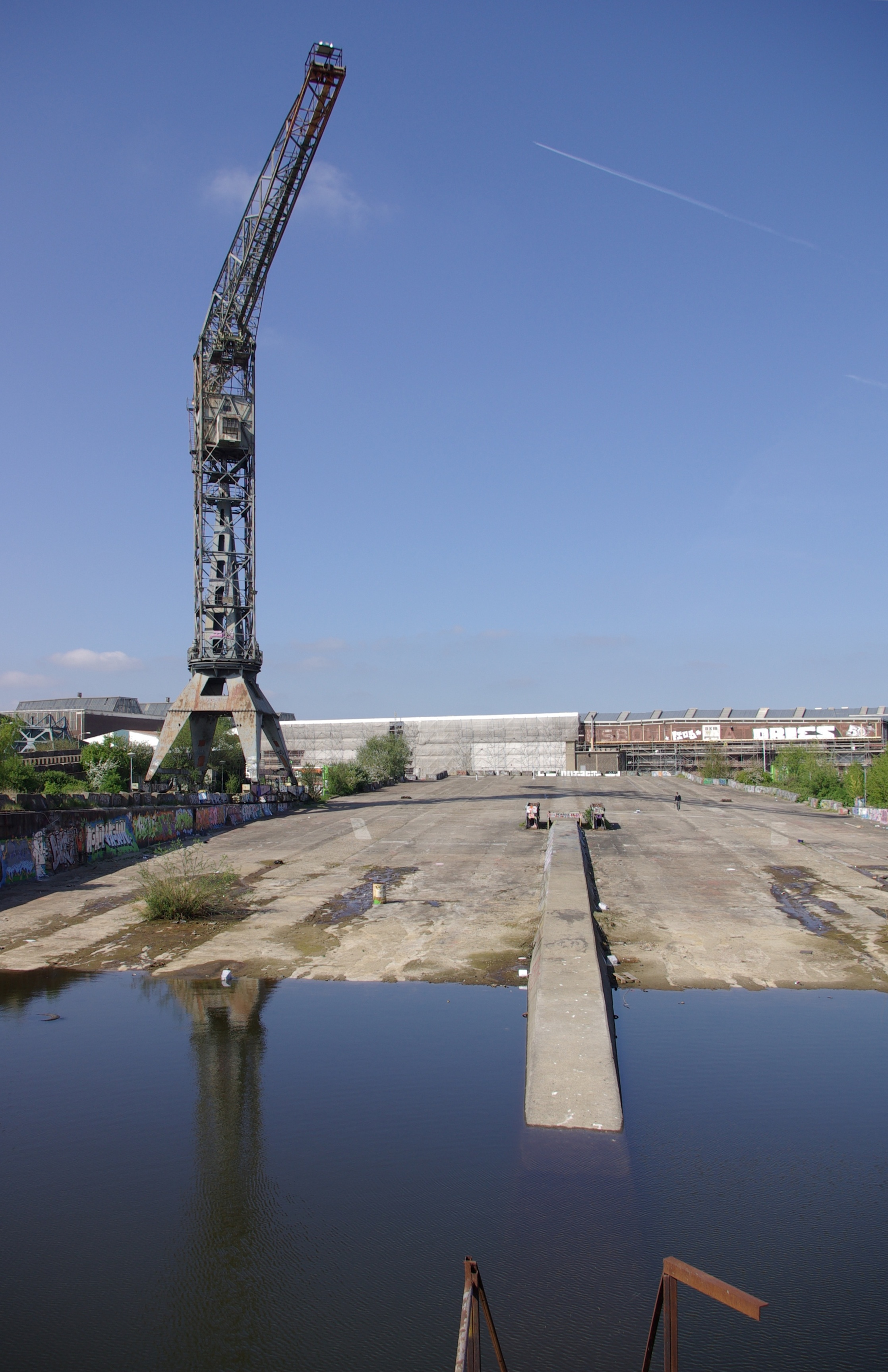
Werftkran und Helling der ehemaligen Werft NDSM

Die niederländische Werft Nederlandsche Scheepsbouw Maatschappij, teils auch als Nederlandse Scheepsbouw Maatschappij bezeichnet, in Amsterdam bestand von 1894 bis 1946.

## Geschichte
Die Wurzeln der Werft gehen auf die schon 1827 gegründete Koninklijke Fabriek voor Stoom- en andere Werktuigen zurück. Diese geriet mehrere Male in finanzielle Schwierigkeiten und wurde 1891 schließlich von der Nederlandse Fabriek van Werktuigen en Spoorwegmateriaal (Werkspoor) übernommen. Die Werft begann ihre Arbeit 1894 zunächst in Oostelijke Eilanden, im heutigen Amsterdam-Centrum. Schon am 25. August 1894 wurde die Nederlandsche Scheepsbouw Maatschappij gegründet und der Betrieb siedelte nach Amsterdam Noord.
Die Kota Pinang wurde 1929/30 von dieser Werft gebaut. In der Zeit vor dem Zweiten Weltkrieg fanden erste Überlegungen zur Zusammenlegung mit der benachbarten Werft Nederlandsche Dok Maatschappij (NDM) statt. Nach Kriegsende schlossen sich NSM und NDM schließlich zur Nederlandsche Dok en Scheepsbouw Maatschappij (NDSM) zusammen, wobei beide aber weiterhin als eigene Unternehmen geführt wurden. Beide Betriebe erstreckten sich zusammen über zwei Kilometer entlang des IJ. Die NSM konzentrierte sich vordringlich auf den Neubau von Schiffen, während die NDM ihren Schwerpunkt, den Schiffsreparaturbereich fortführte.
Die NDSM wurde ihrerseits im Juli 1968 auf Regierungsdruck zunächst von der Verolme Verenigde Scheepswerven (VVS) übernommen und trat, da sie sich selber in finanzieller Schieflage befand, zum 1. Januar 1971 der Rijn-Schelde-Gruppe bei, die daraufhin als Rijn-Schelde-Verolme Machinefabrieken en Scheepswerven (RSV) firmierte. Trotz hoher Staatsbeihilfen geriet auch die RSV in der zweiten Hälfte der 1970er Jahre in schwere Bedrängnis. Zum 27. September 1978 wurde der Schiffbau bei der NDSM schließlich beendet.
Im Oktober 1979 wurde erneut eine Nederlandse Scheepsbouw Maatschappij (NSM) gegründet, bei der 400 ehemalige NDSM-Mitarbeiter Beschäftigung fanden. Auch ein Reparaturbereich mit dem Namen Amsterdamse Droogdok Maatschappij wurde eröffnet. Im Mai 1984 ging auch diese NSM in Konkurs.